# Bandisunkapur, Lingsugur
Bandisunkapur là một làng thuộc tehsil Lingsugur, huyện Raichur, bang Karnataka, Ấn Độ.